# Liste des préfectures de France
Cet article dresse une liste des préfectures des départements français.
Il y a 96 préfectures de département en métropole, 5 à l'Outre-mer et 234 sous-préfectures à ce jour.
À l'exception du Val-d'Oise, (cf. #Cas particuliers), la préfecture de département, le siège du Conseil départemental et sa présidence à l'Hôtel du département sont également le chef-lieu.

## Liste des préfectures dans l'ordre des départements
En gras dans le tableau, les préfectures de région.
| No Insee | Département             | Préfecture           | Population communale (dernière pop. légale) | Sous-préfectures                                                       |
| -------- | ----------------------- | -------------------- | ------------------------------------------- | ---------------------------------------------------------------------- |
| 010      | Ain                     | Bourg-en-Bresse      | 42 065                                      | Belley, Gex, Nantua                                                    |
| 020      | Aisne                   | Laon                 | 24 066                                      | Château-Thierry, Saint-Quentin, Soissons, Vervins                      |
| 030      | Allier                  | Moulins              | 19 344                                      | Montluçon, Vichy                                                       |
| 040      | Alpes-de-Haute-Provence | Digne-les-Bains      | 17 694                                      | Barcelonnette, Castellane, Forcalquier                                 |
| 050      | Hautes-Alpes            | Gap                  | 40 656                                      | Briançon                                                               |
| 060      | Alpes-Maritimes         | Nice                 | 353 701                                     | Grasse                                                                 |
| 070      | Ardèche                 | Privas               | 8 552                                       | Largentière, Tournon-sur-Rhône                                         |
| 080      | Ardennes                | Charleville-Mézières | 45 634                                      | Rethel, Sedan, Vouziers                                                |
| 090      | Ariège                  | Foix                 | 9 731                                       | Pamiers, Saint-Girons                                                  |
| 100      | Aube                    | Troyes               | 62 443                                      | Bar-sur-Aube, Nogent-sur-Seine                                         |
| 110      | Aude                    | Carcassonne          | 46 429                                      | Limoux, Narbonne                                                       |
| 120      | Aveyron                 | Rodez                | 24 136                                      | Millau, Villefranche-de-Rouergue                                       |
| 130      | Bouches-du-Rhône        | Marseille            | 877 215                                     | Aix-en-Provence, Arles, Istres                                         |
| 140      | Calvados                | Caen                 | 108 398                                     | Bayeux, Lisieux, Vire Normandie                                        |
| 150      | Cantal                  | Aurillac             | 26 189                                      | Mauriac, Saint-Flour                                                   |
| 160      | Charente                | Angoulême            | 41 423                                      | Cognac, Confolens                                                      |
| 170      | Charente-Maritime       | La Rochelle          | 79 961                                      | Jonzac, Rochefort, Saintes, Saint-Jean-d'Angély                        |
| 180      | Cher                    | Bourges              | 64 238                                      | Saint-Amand-Montrond, Vierzon                                          |
| 190      | Corrèze                 | Tulle                | 13 602                                      | Brive-la-Gaillarde, Ussel                                              |
| 2A0      | Corse-du-Sud            | Ajaccio              | 75 343                                      | Sartène                                                                |
| 2B0      | Haute-Corse             | Bastia               | 47 459                                      | Calvi, Corte                                                           |
| 210      | Côte-d'Or               | Dijon                | 159 941                                     | Beaune, Montbard                                                       |
| 220      | Côtes-d'Armor           | Saint-Brieuc         | 44 607                                      | Dinan, Guingamp, Lannion                                               |
| 230      | Creuse                  | Guéret               | 12 814                                      | Aubusson                                                               |
| 240      | Dordogne                | Périgueux            | 29 876                                      | Bergerac, Nontron, Sarlat-la-Canéda                                    |
| 250      | Doubs                   | Besançon             | 120 057                                     | Montbéliard, Pontarlier                                                |
| 260      | Drôme                   | Valence              | 64 288                                      | Die, Nyons                                                             |
| 270      | Eure                    | Évreux               | 48 335                                      | Les Andelys, Bernay                                                    |
| 280      | Eure-et-Loir            | Chartres             | 37 990                                      | Châteaudun, Dreux, Nogent-le-Rotrou                                    |
| 290      | Finistère               | Quimper              | 64 530                                      | Brest, Châteaulin, Morlaix                                             |
| 300      | Gard                    | Nîmes                | 150 444                                     | Alès, Le Vigan                                                         |
| 310      | Haute-Garonne           | Toulouse             | 511 684                                     | Muret, Saint-Gaudens                                                   |
| 320      | Gers                    | Auch                 | 22 825                                      | Condom, Mirande                                                        |
| 330      | Gironde                 | Bordeaux             | 265 328                                     | Arcachon, Blaye, Langon, Lesparre-Médoc, Libourne                      |
| 340      | Hérault                 | Montpellier          | 307 101                                     | Béziers, Lodève                                                        |
| 350      | Ille-et-Vilaine         | Rennes               | 227 830                                     | Fougères, Redon, Saint-Malo                                            |
| 360      | Indre                   | Châteauroux          | 43 079                                      | Le Blanc, La Châtre, Issoudun                                          |
| 370      | Indre-et-Loire          | Tours                | 138 668                                     | Chinon, Loches                                                         |
| 380      | Isère                   | Grenoble             | 156 389                                     | La Tour-du-Pin, Vienne                                                 |
| 390      | Jura                    | Lons-le-Saunier      | 16 942                                      | Dole, Saint-Claude                                                     |
| 400      | Landes                  | Mont-de-Marsan       | 31 455                                      | Dax                                                                    |
| 410      | Loir-et-Cher            | Blois                | 47 092                                      | Romorantin-Lanthenay, Vendôme                                          |
| 420      | Loire                   | Saint-Étienne        | 172 569                                     | Montbrison, Roanne                                                     |
| 430      | Haute-Loire             | Le Puy-en-Velay      | 18 989                                      | Brioude, Yssingeaux                                                    |
| 440      | Loire-Atlantique        | Nantes               | 325 070                                     | Châteaubriant, Saint-Nazaire                                           |
| 450      | Loiret                  | Orléans              | 116 344                                     | Montargis, Pithiviers                                                  |
| 460      | Lot                     | Cahors               | 19 902                                      | Figeac, Gourdon                                                        |
| 470      | Lot-et-Garonne          | Agen                 | 32 193                                      | Marmande, Nérac, Villeneuve-sur-Lot                                    |
| 480      | Lozère                  | Mende                | 12 322                                      | Florac Trois Rivières                                                  |
| 490      | Maine-et-Loire          | Angers               | 157 555                                     | Cholet, Saumur, Segré-en-Anjou Bleu                                    |
| 500      | Manche                  | Saint-Lô             | 19 352                                      | Avranches, Cherbourg-en-Cotentin, Coutances                            |
| 510      | Marne                   | Châlons-en-Champagne | 43 218                                      | Épernay, Reims, Vitry-le-François                                      |
| 520      | Haute-Marne             | Chaumont             | 21 418                                      | Langres, Saint-Dizier                                                  |
| 530      | Mayenne                 | Laval                | 49 474                                      | Château-Gontier-sur-Mayenne, Mayenne                                   |
| 540      | Meurthe-et-Moselle      | Nancy                | 104 387                                     | Lunéville, Toul, Val de Briey                                          |
| 550      | Meuse                   | Bar-le-Duc           | 14 615                                      | Commercy, Verdun                                                       |
| 560      | Morbihan                | Vannes               | 54 955                                      | Lorient, Pontivy                                                       |
| 570      | Moselle                 | Metz                 | 121 695                                     | Forbach, Sarrebourg, Sarreguemines, Thionville                         |
| 580      | Nièvre                  | Nevers               | 33 172                                      | Château-Chinon (Ville), Clamecy, Cosne-Cours-sur-Loire                 |
| 590      | Nord                    | Lille                | 238 695                                     | Avesnes-sur-Helpe, Cambrai, Douai, Dunkerque, Valenciennes             |
| 600      | Oise                    | Beauvais             | 55 906                                      | Clermont, Compiègne, Senlis                                            |
| 610      | Orne                    | Alençon              | 25 667                                      | Argentan, Mortagne-au-Perche                                           |
| 620      | Pas-de-Calais           | Arras                | 42 621                                      | Béthune, Boulogne-sur-Mer, Calais, Lens, Montreuil-sur-Mer, Saint-Omer |
| 630      | Puy-de-Dôme             | Clermont-Ferrand     | 147 751                                     | Ambert, Issoire, Riom, Thiers                                          |
| 640      | Pyrénées-Atlantiques    | Pau                  | 78 620                                      | Bayonne, Oloron-Sainte-Marie                                           |
| 650      | Hautes-Pyrénées         | Tarbes               | 44 529                                      | Argelès-Gazost, Bagnères-de-Bigorre                                    |
| 660      | Pyrénées-Orientales     | Perpignan            | 120 996                                     | Céret, Prades                                                          |
| 670      | Bas-Rhin                | Strasbourg           | 291 709                                     | Haguenau, Molsheim, Saverne, Sélestat                                  |
| 680      | Haut-Rhin               | Colmar               | 67 360                                      | Altkirch, Mulhouse, Thann                                              |
| 690      | Rhône                   | Lyon                 | 520 774                                     | Villefranche-sur-Saône                                                 |
| 700      | Haute-Saône             | Vesoul               | 15 306                                      | Lure                                                                   |
| 710      | Saône-et-Loire          | Mâcon                | 34 759                                      | Autun, Chalon-sur-Saône, Charolles, Louhans                            |
| 720      | Sarthe                  | Le Mans              | 145 182                                     | La Flèche, Mamers                                                      |
| 730      | Savoie                  | Chambéry             | 60 251                                      | Albertville, Saint-Jean-de-Maurienne                                   |
| 740      | Haute-Savoie            | Annecy               | 131 272                                     | Bonneville, Saint-Julien-en-Genevois, Thonon-les-Bains                 |
| 750      | Paris                   | Paris (capitale)     | 2 113 705                                   |                                                                        |
| 760      | Seine-Maritime          | Rouen                | 116 331                                     | Dieppe, Le Havre                                                       |
| 770      | Seine-et-Marne          | Melun                | 43 685                                      | Fontainebleau, Meaux, Provins, Torcy                                   |
| 780      | Yvelines                | Versailles           | 83 918                                      | Mantes-la-Jolie, Rambouillet, Saint-Germain-en-Laye                    |
| 790      | Deux-Sèvres             | Niort                | 60 074                                      | Bressuire, Parthenay                                                   |
| 800      | Somme                   | Amiens               | 134 780                                     | Abbeville, Montdidier, Péronne                                         |
| 810      | Tarn                    | Albi                 | 50 605                                      | Castres                                                                |
| 820      | Tarn-et-Garonne         | Montauban            | 62 487                                      | Castelsarrasin                                                         |
| 830      | Var                     | Toulon               | 180 834                                     | Brignoles, Draguignan                                                  |
| 840      | Vaucluse                | Avignon              | 91 760                                      | Apt, Carpentras                                                        |
| 850      | Vendée                  | La Roche-sur-Yon     | 54 699                                      | Fontenay-le-Comte, Les Sables-d'Olonne                                 |
| 860      | Vienne                  | Poitiers             | 89 472                                      | Châtellerault, Montmorillon                                            |
| 870      | Haute-Vienne            | Limoges              | 129 754                                     | Bellac, Rochechouart                                                   |
| 880      | Vosges                  | Épinal               | 32 296                                      | Neufchâteau, Saint-Dié-des-Vosges                                      |
| 890      | Yonne                   | Auxerre              | 35 236                                      | Avallon, Sens                                                          |
| 900      | Territoire de Belfort   | Belfort              | 45 646                                      |                                                                        |
| 910      | Essonne                 | Évry-Courcouronnes   | 66 700                                      | Étampes, Palaiseau                                                     |
| 920      | Hauts-de-Seine          | Nanterre             | 98 119                                      | Antony, Boulogne-Billancourt                                           |
| 930      | Seine-Saint-Denis       | Bobigny              | 55 270                                      | Le Raincy, Saint-Denis                                                 |
| 940      | Val-de-Marne            | Créteil              | 92 859                                      | L'Haÿ-les-Roses, Nogent-sur-Marne                                      |
| 950      | Val-d'Oise              | Cergy                | 69 578                                      | Argenteuil, Pontoise (Chef-lieu), Sarcelles                            |
| 971      | Guadeloupe              | Basse-Terre          | 9 419                                       | Pointe-à-Pitre                                                         |
| 972      | Martinique              | Fort-de-France       | 75 165                                      | Le Marin, Saint-Pierre, La Trinité                                     |
| 973      | Guyane                  | Cayenne              | 63 956                                      | Saint-Laurent-du-Maroni, Saint-Georges                                 |
| 974      | La Réunion              | Saint-Denis          | 156 149                                     | Saint-Benoît, Saint-Paul, Saint-Pierre                                 |
| 976      | Mayotte                 | Mamoudzou            | 71 437                                      |                                                                        |

## Cas particuliers
Dans le Val-d’Oise, le chef-lieu du département a été fixé à Pontoise à la création de celui-ci ; depuis lors, les bureaux de l’administration préfectorale et le Conseil général (devenu Conseil départemental) ont été installés dans la commune voisine de Cergy.
Jusqu’en août 2023, Dzaoudzi, situé en Petite-Terre, était le chef-lieu de jure tandis que le chef-lieu de facto était Mamoudzou, sur Grande-Terre, qui est aussi la ville la plus peuplée de Mayotte ; à partir du 24 août 2023, Mamoudzou devient le chef-lieu officiel de la collectivité,.
Le 1er janvier 2015, les 59 communes de la communauté urbaine de Lyon sont détachées du département du Rhône pour former la métropole de Lyon. Le siège de la préfecture reste à Lyon dans l'actuel hôtel de préfecture, le Préfet du Rhône ayant également autorité sur le territoire de la métropole de Lyon.
La mise en place au 1er janvier 2018 de la collectivité unique de Corse est issue de la fusion des deux départements corses et de la collectivité territoriale de Corse (CTC) avec pour chef-lieu Ajaccio. Il y a cependant toujours deux préfets, l'un à Ajaccio, l'autre à Bastia.
La mise en place de la Collectivité européenne d'Alsace au 1er janvier 2021 fusionne les conseils départementaux du Bas-Rhin et du Haut-Rhin ; les deux départements subsistent néanmoins administrativement, ainsi que leurs préfets respectifs à Strasbourg et à Colmar.

## Curiosités géographiques
Lors de la création des départements en 1791, les chefs-lieux sont autant que possible placés au centre du département, le principe étant qu'on puisse les joindre en une journée de cheval. Ce principe n'est plus respecté et certaines préfectures sont excentrées par rapport à leur département.
Le cas extrême est constitué par des préfectures situées à la limite du département. Huit préfectures sont situées en bord de mer, six autres sont riveraines de fleuves qui les séparent d'un autre département (trois), de deux autres départements (deux), d'un pays étranger (une).

### Préfectures situées en bord de mer
- Sur la Méditerranée
  - Nice
  - Marseille
  - Bastia
  - Ajaccio
  - Toulon
- Sur l'Atlantique
  - La Rochelle
  - Vannes
- Sur la Manche
  - Saint-Brieuc

Bien qu'étant des ports, Bordeaux, Nantes, Rouen et Caen ne sont pas en bord de mer.
Bordeaux est sur la Garonne, Nantes est sur la Loire, Rouen est sur la Seine et Caen sur l'Orne, reliée également à la Manche par le canal Caen-Ouistreham. Quimper, bien que traversée par l'Odet, rivière soumise à l'influence des marées, ne peut être regardée comme directement riveraine du littoral atlantique dont elle demeure distante d'une quinzaine de kilomètres (embouchure de l'Odet à Bénodet).

### Préfectures limitrophes d'un département voisin
- Alençon, dont la limite sud est contiguë du département de la Sarthe (et par ailleurs distante de quelques kilomètres seulement de la Mayenne)
- Valence séparée de l'Ardèche par le Rhône
- Mâcon séparée de l'Ain par la Saône (et par ailleurs distante de quelques kilomètres seulement du Rhône)
- Versailles, contiguë à l'est de Ville-d'Avray (Hauts-de-Seine)

### Préfectures limitrophe de deux départements voisins
- Avignon, séparée du Gard par le Rhône et des Bouches-du-Rhône par la Durance
- Nanterre séparée du Val-d'Oise et des Yvelines par la Seine

### Préfecture limitrophe d'un pays étranger
- Strasbourg, séparée de l'Allemagne par le Rhin

## Liste dans l'ordre alphabétique des préfectures
Voir Catégorie:Préfecture

## Modifications

### Changements de préfecture
Les préfectures de certains départements ont évolué au cours du temps.
| Date       | Département                                          | Ancienne préfecture      | Nouvelle préfecture |
| ---------- | ---------------------------------------------------- | ------------------------ | ------------------- |
| 1790       | Basses-Pyrénées (actuellement Pyrénées-Atlantiques)  | Navarrenx                | Pau                 |
| 1790       | Hautes-Alpes                                         | Chorges                  | Gap                 |
| 1790       | Drôme                                                | Chabeuil                 | Valence             |
| 1790       | Isère                                                | Moirans                  | Grenoble            |
| 1793       | Var                                                  | Toulon                   | Grasse              |
| 1793       | Eure                                                 | Évreux                   | Bernay              |
| 1793       | Eure                                                 | Bernay                   | Évreux              |
| 1795       | Basses-Pyrénées                                      | Pau                      | Oloron              |
| 1795       | Cantal                                               | Saint-Flour              | Aurillac            |
| 1795       | Loire                                                | Feurs                    | Montbrison          |
| Révolution | Aveyron                                              | Villefranche-de-Rouergue | Rodez               |
| ?          | Var                                                  | Grasse                   | Brignoles           |
| 1796       | Basses-Pyrénées                                      | Oloron                   | Pau                 |
| 1800       | Bouches-du-Rhône                                     | Aix                      | Marseille           |
| 1800       | Manche                                               | Coutances                | Saint-Lô            |
| 1800       | Tarn                                                 | Castres                  | Albi                |
| 1800       | Var                                                  | Brignoles                | Draguignan          |
| 1801       | Haute-Saône                                          | Gray                     | Vesoul              |
| 1803       | Nord                                                 | Douai                    | Lille               |
| 1804       | Vendée                                               | Fontenay-le-Comte        | La Roche-sur-Yon    |
| 1808       | Ardennes                                             | Charleville              | Mézières            |
| 1810       | Charente-Inférieure (actuellement Charente-Maritime) | Saintes                  | La Rochelle         |
| 1855       | Loire                                                | Montbrison               | Saint-Étienne       |
| 1944       | Manche                                               | Saint-Lô                 | Coutances           |
| 1953       | Manche                                               | Coutances                | Saint-Lô            |
| 1974       | Var                                                  | Draguignan               | Toulon              |

### Villes étrangères ayant été préfecture d'un département français
| Département                  | Préfecture                             | Création du département | Suppression du département |
| ---------------------------- | -------------------------------------- | ----------------------- | -------------------------- |
| Jemmapes                     | Mons                                   | 1793                    | 1814                       |
| Dyle                         | Bruxelles                              | 1795                    | 1814                       |
| Deux-Nèthes                  | Anvers                                 | 1795                    | 1814                       |
| Escaut                       | Gand                                   | 1795                    | 1814                       |
| Forêts                       | Luxembourg                             | 1795                    | 1814                       |
| Lys                          | Bruges                                 | 1795                    | 1814                       |
| Ourthe                       | Liège                                  | 1795                    | 1814                       |
| Meuse-Inférieure             | Maastricht                             | 1795                    | 1814                       |
| Sambre-et-Meuse              | Namur                                  | 1795                    | 1814                       |
| Corcyre                      | Corfou                                 | 1797                    | 1802                       |
| Ithaque                      | Argostoli                              | 1797                    | 1802                       |
| Mer-Égée                     | Zante                                  | 1797                    | 1802                       |
| Mont-Tonnerre                | Mayence                                | 1798                    | 1814                       |
| Rhin-et-Moselle              | Coblence                               | 1798                    | 1814                       |
| Roer                         | Aix-la-Chapelle                        | 1798                    | 1814                       |
| Sarre                        | Trèves                                 | 1798                    | 1814                       |
| Léman                        | Genève                                 | 1798                    | 1815                       |
| Doire                        | Ivrée                                  | 1802                    | 1814                       |
| Marengo                      | Alexandrie                             | 1802                    | 1814                       |
| Pô                           | Turin                                  | 1802                    | 1814                       |
| Sésia                        | Verceil                                | 1802                    | 1814                       |
| Stura                        | Coni                                   | 1802                    | 1814                       |
| Tanaro                       | Asti                                   | 1802                    | 1805                       |
| Apennins                     | Chiavari                               | 1805                    | 1814                       |
| Gênes                        | Gênes                                  | 1805                    | 1814                       |
| Montenotte                   | Savone                                 | 1805                    | 1814                       |
| Arno                         | Florence                               | 1808                    | 1814                       |
| Méditerranée                 | Livourne                               | 1808                    | 1814                       |
| Ombrone                      | Sienne                                 | 1808                    | 1814                       |
| Taro                         | Parme                                  | 1808                    | 1814                       |
| Rome                         | Rome                                   | 1809                    | 1814                       |
| Trasimène                    | Spolète                                | 1809                    | 1814                       |
| Bouches-du-Rhin              | Bois-le-Duc                            | 1810                    | 1814                       |
| Bouches-de-l'Escaut          | Middelbourg                            | 1810                    | 1814                       |
| Simplon                      | Sion                                   | 1810                    | 1814                       |
| Bouches-de-la-Meuse          | La Haye                                | 1811                    | 1814                       |
| Bouches-de-l'Yssel           | Zwolle                                 | 1811                    | 1814                       |
| Ems-Occidental               | Groningue                              | 1811                    | 1814                       |
| Ems-Oriental                 | Aurich                                 | 1811                    | 1814                       |
| Frise                        | Leeuwarden                             | 1811                    | 1814                       |
| Yssel-Supérieur              | Arnhem                                 | 1811                    | 1814                       |
| Zuyderzée                    | Amsterdam                              | 1811                    | 1814                       |
| Bouches-de-l'Elbe            | Hambourg                               | 1811                    | 1814                       |
| Bouches-du-Weser             | Brême                                  | 1811                    | 1814                       |
| Ems-Supérieur                | Osnabrück                              | 1811                    | 1814                       |
| Lippe                        | Münster                                | 1811                    | 1814                       |
| Bouches-de-l'Èbre            | Lérida                                 | 1812                    | 1813                       |
| Montserrat                   | Barcelone                              | 1812                    | 1813                       |
| Sègre                        | Puigcerda                              | 1812                    | 1813                       |
| Ter                          | Gérone                                 | 1812                    | 1813                       |
| Bouches-de-l'Èbre-Montserrat | Barcelone                              | 1813                    | 1814                       |
| Sègre-Ter                    | Gérone                                 | 1813                    | 1814                       |
| Alger                        | Alger                                  | 1848                    | 1962                       |
| Constantine                  | Constantine                            | 1848                    | 1962                       |
| Oran                         | Oran                                   | 1848                    | 1962                       |
| Bône                         | Bône (actuellement Annaba)             | 1955                    | 1962                       |
| Batna                        | Batna                                  | 1957                    | 1962                       |
| Médéa                        | Médéa                                  | 1957                    | 1962                       |
| Mostaganem                   | Mostaganem                             | 1957                    | 1962                       |
| Oasis                        | Ouargla                                | 1957                    | 1962                       |
| Orléansville                 | Orléansville (actuellement Chlef)      | 1957                    | 1962                       |
| Saoura                       | Colomb-Béchar (actuellement Béchar)    | 1957                    | 1962                       |
| Sétif                        | Sétif                                  | 1957                    | 1962                       |
| Tiaret                       | Tiaret                                 | 1957                    | 1962                       |
| Tizi-Ouzou                   | Tizi Ouzou                             | 1957                    | 1962                       |
| Tlemcen                      | Tlemcen                                | 1957                    | 1962                       |
| Aumale                       | Aumale (actuellement Sour El-Ghozlane) | 1958                    | 1959                       |
| Bougie                       | Bougie (actuellement Béjaïa)           | 1958                    | 1959                       |
| Saïda                        | Saïda                                  | 1958                    | 1962                       |